# غوتليب توبياس ويلهلم
غوتليب توبياس ويلهلم (بالألمانية: Gottlob Tobias Wilhelm)‏ هو عالم عقيدة وعالم حشرات ألماني، ولد في 16 أكتوبر 1758 في آوغسبورغ في ألمانيا، وتوفي بنفس المكان في 12 ديسمبر 1811.